# Facteur Hageman
 (novembre 2008).
Améliorez-le ou discutez des points à vérifier. 
Le facteur Hageman (aussi appelé facteur XII ou facteur contact) est une protéine entrant en jeu dans la gestion de la coagulation du sang (phénomène de coagulation des voies intrinsèques).
Les facteurs forment une chaîne ordonnée complète permettant la fabrication des caillots de fibrine stable. Mais le déficit de ce facteur XII n'est pas nécessairement gênant dans le processus de fabrication.
Cette protéine porte le nom du premier patient diagnostiqué comme atteint de la déficience.
La maladie associée, la déficience en Facteur XII, est une maladie très rare héréditaire, elle provient de l'héritage par les 2 parents du gène défectueux de la formation de la protéine. Contrairement aux autres maladies issus de problème de faible coagulation, le patient ne présente pas des symptômes de saignement. Chez les gens porteurs d'un seul gène défectueux, des troubles, rares et légers, peuvent aussi se manifester. Même si la déficience n'entraîne pas nécessairement de problèmes dans la création des caillots, on peut la diagnostiquer en mesurant le temps de coagulation à l'aide des tests sanguins PT (TP) et PTT (TCA). Le test PTT sera positif (temps plus long, TCA allongé) mais le test PT sera négatif (temps normal, TQ normal) pour un déficient en facteur XII. Dans ce cas, le médecin requiert des tests plus poussés dont l'analyse des taux de facteur XII.

## Cible thérapeutique
Le garadacimab est un anticorps monoclonal ciblant le facteur XII activé et en cours de test dans la prévention des crises de l'angiœdème bradykinique.